# Pachyneuron muscarum
Pachyneuron muscarum is een vliesvleugelig insect uit de familie Pteromalidae. De wetenschappelijke naam werd gepubliceerd in 1758 door Carl Linnaeus in de tiende editie van Systema naturae.